# Cantonul Saint-Chamond-Nord
Cantonul Saint-Chamond-Nord este un canton din arondismentul Saint-Étienne, departamentul Loire, regiunea Rhône-Alpes, Franța.